# 7623 Stamitz
7623 Stamitz è un asteroide della fascia principale. È stato chiamato così in onore del musicista ceco Carl Stamitz. Scoperto nel 1960, presenta un'orbita caratterizzata da un semiasse maggiore pari a 3,1785878 UA e da un'eccentricità di 0,1267621, inclinata di 2,36924° rispetto all'eclittica.